# Премія Тар'єя Весоса
Премія Тар'єя Весоса або Премія Тар'єя Весоса за кращий дебют (норв. Tarjei Vesaas' debutantpris) — норвезька літературна премія, яка щорічно вручається за найкращий твір на норвезькій мові. Присуджується Союзом норвезьких авторів.
Премію заснував у 1964 році письменник Тар'єй Весос за кошти отримані ним від літературної премії Північної Ради. Згідно з побажанням засновника, літературні достоїнства твору є найважливішим критерієм, проте слід присуджувати премію (50 тис. норвезьких крон) молодим авторам - по можливості не старше 30-и років.
Журі складається з 9-и членів Союзу, які входять до складу Літературної ради (норв. Det litterære Råd). Члени журі вибирають переможця вільно і незалежно, оцінюючи його творчість на основі естетичних критеріїв.
В 2011 році розмір премії становив 30 тис. норвезьких крон

## Лауреати
- 1964 — Зигмунд Якобсен[no] за «Gjennom brend by».
- 1965 — Ян Ерік Вольд[no] за «Mellom speil og speil».
- 1966 — Тур Обрестад[no] за «Kollisjon» (вірші) та «Vind» (розповіді).
- 1967 — Юхан Фредрік Грегор[no] за «Dyvekes grav».
- 1968 — Рольф Саген[no] за «Dørklinker».
- 1969 — Ханс Санне[no] за «Strime».
- 1970 — Іоаким Аремк (Карл Хальвур Тейген)[no] за «Tapetdører».
- 1971 — Ейвинд Рейнертсен[no] за «Lukk opp dørene, krigen er over».
- 1972 — Ерлінг Педерсен[no] за «Rottenes konge».
- 1973 — Стейнар Лем[no] за «Signaler».
- 1974 — Карін Фоссум за збірку віршів «Kanskje i morgen».
- 1975 — Інгвар Му[no] за «Løktastolpefrø».
- 1976 — Ларс Собі Крістенсен за збірку віршів «Історія Глу» (норв. Historien om Gly).
- 1977 — Б'ярне Рьоннінг[no] за «Bjarne Huldasons sjøreise».
- 1978 — Сіссель Сульбьорг Бьюгн[no] за «Den første avisa på Lofotveggen».
- 1979 — Ханс Хербьорнсрюд[no] за «Vitner».
- 1980 — Ю Егген[no] за «Ting og tings skygger».
- 1981 — Франк Адольф Йенссен[no] за «Saltbingen».
- 1982 — Рой Якобсен[no] за «Fangeliv».
- 1983 — Хьєлль Йерсет[no] за «Chakoo».
- 1984 — Анне Бьо[no] за «Silkestein».
- 1985 — Мортен Харрі Ольсен[no] за «For alt vi er verdt».
- 1986 — Сіссель Лі[no] за «Tigersmil».
- 1987 — Огот Вінтербу-Хор[no] за «Palimpsest».
- 1988 — Турюн Ліан за «Tre skuespill».
- 1989 — Анне Грете Холлюп[no] за «Maria og knivmakeren».
- 1990 — Стейн Версту[no] за «Та, що зникла на сходах» (норв. Ho blei borte i trappene).
- 1991 — Сюльвелін Ватле[no] за «Alle kjenner vel presten?».
- 1992 — Туре Ерік Лунд[no] за «Tanger»
- 1993 — Бертран Бесідже[no] за «Og du dør så langsomt at du tror du lever».
- 1994 — Катріне Грьондаль[no] за «Riv ruskende rytmer».
- 1995 — Харальд Росенльов Ег[no] за «Glasskår».
- 1996 — Стейнар Опстад[no] за «Tavler og bud».
- 1997 — Ларс Рамслі[no] за «Biopsi».
- 1998 — Труде Марстейн[no] за «Sterk sult, plutselig kvalme».
- 1999 — Гуннар Вернесс[no] за «Kongesplint».
- 2000 — Мірьям Крістенсен[no] за «Dagene er gjennomsiktige».
- 2001 — Карл Фруде Тіллер за «Skråninga».
- 2002 — Хейді Марі Кріжнік[no] за «Applaus».
- 2003 — Зигмунд Льовосен[no] за «Nyryddinga».
- 2004 — Уле Асбьорн Несс[no] за «Det er natt».
- 2005 — Метте Карлсвік[no] за «Vindauga i matsalen vender mot fjorden».
- 2006 — Томас Марко Блатт[no] за «Slik vil jeg måle opp verden».
- 2007 — Нілс Хенрик Сміт[no] за «Manhattan Skyline».
- 2008 — Ларс Петтер Сієн[no] за «Køyre frå Fræna».[4]
- 2009 — Ейвінд Хуфстад Ев'єму[no] за роман «Vekk meg hvis jeg sovner»[5]
- 2010 — Хельга Флатланн[no] за «Bli hvis du kan. Reis hvis du må»[6].
- 2011 — Ліна Андрум Маріссен[no] за «Finne deg der inne og hente deg ut».[7]
- 2012 — Пітер Франціскус Штрассеггер[no] заStasia.[8]
- 2013 — Гіне Корнелія Педерсен[no] за Null.
- 2014 — Амалі Касін Лерстан[no] заEuropa.
- 2015 — Кеннет Му[no] за Rastløs.
- 2016 — Ян Крістофер Дал[no] за Arbeidsnever.
- 2017 — Жешан Шакар[no] заTante Ulrikkes vei